# Маловатний (заповідне урочище)
Малова́тний — заповідне урочище в Україні. Розташоване в межах Сторожинецького району Чернівецької області, на південь від села Снячів. 
Площа 25,9 га. Статус присвоєно згідно з рішенням 17-ї сесії обласної ради XXIII скликання від 20.12.2001 року № 171-17/01. Перебуває у віданні ДП «Чернівецький лісгосп» (Кучурівське л-во, кв. 12, вид. 6; кв. 13, вид. 1). 
Статус присвоєно для збереження частини лісового масиву, де переважає корінний високопродуктивний буковий деревостан з наявністю лікарських рослин.